# Llista de topònims d'Olivella
Llista de topònims (noms propis de lloc) del municipi d'Olivella, al Garraf
Informació actualitzada per un bot. Els canvis manuals es perdran quan s'actualitzi!

## arbre singular
| imatge | Nom                 | Ubicat a | instància de   | Detalls | coordenades                                                                   | Protecció | Commons (més fotos) | Dades a WD                    |
| ------ | ------------------- | -------- | -------------- | ------- | ----------------------------------------------------------------------------- | --------- | ------------------- | ----------------------------- |
|        | Olivera 1 Can Surià | Olivella | arbre singular |         | 41° 18′ 53″ N, 1° 46′ 14″ E / 41.3146°N,1.77051°E ca:Carrer de l'Olivera, 96  |           |                     | Modifica les dades a Wikidata |
|        | Olivera 2 Can Surià | Olivella | arbre singular |         | 41° 18′ 57″ N, 1° 46′ 06″ E / 41.31572°N,1.76838°E ca:Carrer de l'Olivera, 27 |           |                     | Modifica les dades a Wikidata |

## avenc
| imatge | Nom                         | Ubicat a | instància de | Detalls | coordenades                                                                                 | Protecció | Commons (més fotos) | Dades a WD                    |
| ------ | --------------------------- | -------- | ------------ | ------- | ------------------------------------------------------------------------------------------- | --------- | ------------------- | ----------------------------- |
|        | avenc de Can Ramonet        | Olivella | avenc        |         | 41° 16′ 33″ N, 1° 51′ 05″ E / 41.2757957909104°N,1.85128162539756°E                         |           |                     | Modifica les dades a Wikidata |
|        | avenc de Prat de la Riba    | Olivella | avenc        |         | 41° 17′ 46″ N, 1° 51′ 38″ E / 41.2961378537566°N,1.86064693278254°E                         |           |                     | Modifica les dades a Wikidata |
|        | avenc de la Penya Embalçada | Olivella | avenc        |         | 41° 17′ 38″ N, 1° 49′ 48″ E / 41.2937687190428°N,1.83010147540055°E                         |           |                     | Modifica les dades a Wikidata |
|        | avenc dels Esquelets        | Olivella | avenc        |         | 41° 18′ 04″ N, 1° 51′ 04″ E / 41.3011760496085°N,1.8509796566489°E ca:Corral Nou            |           |                     | Modifica les dades a Wikidata |
|        | avenc dels Sitgetans        | Olivella | avenc        |         | 41° 18′ 20″ N, 1° 50′ 44″ E / 41.3055811693825°N,1.84562244473266°E ca:Serra de les Conques |           |                     | Modifica les dades a Wikidata |

## cova
| imatge | Nom              | Ubicat a | instància de | Detalls | coordenades                                                         | Protecció | Commons (més fotos) | Dades a WD                    |
| ------ | ---------------- | -------- | ------------ | ------- | ------------------------------------------------------------------- | --------- | ------------------- | ----------------------------- |
|        | Cova Fumada      | Olivella | cova         |         | 41° 17′ 47″ N, 1° 52′ 08″ E / 41.2962827493482°N,1.86894530228436°E |           |                     | Modifica les dades a Wikidata |
|        | Forats d'en Bori | Olivella | cova         |         | 41° 16′ 47″ N, 1° 49′ 01″ E / 41.2797522546747°N,1.81681110086248°E |           |                     | Modifica les dades a Wikidata |

## curs d'aigua
| imatge | Nom             | Ubicat a                                                                     | instància de | Detalls                                 | coordenades                                                                                               | Protecció | Commons (més fotos) | Dades a WD                    |
| ------ | --------------- | ---------------------------------------------------------------------------- | ------------ | --------------------------------------- | --- | --------- | ------------------- | ----------------------------- |
|        | riera de Begues | Begues Olesa de Bonesvalls Avinyonet del Penedès Olivella Sant Pere de Ribes | curs d'aigua | Desemboca: riera de Ribes               | 41° 19′ 07″ N, 1° 56′ 42″ E / 41.318667°N,1.944927°E 41° 15′ 50″ N, 1° 46′ 26″ E / 41.264013°N,1.773904°E |           | Riera de Begues     | Modifica les dades a Wikidata |
|        | riera de Jafre  | Begues Olivella Sant Pere de Ribes                                           | curs d'aigua | Desemboca: riera de Ribes Llarg: 17.5km | 41° 17′ 49″ N, 1° 52′ 22″ E / 41.297009°N,1.872818°E 41° 15′ 12″ N, 1° 46′ 56″ E / 41.253333°N,1.782332°E |           | Riera de Jafre      | Modifica les dades a Wikidata |

## edifici
| imatge | Nom                                 | Ubicat a | instància de   | Detalls                                                                 | coordenades                                                             | Protecció                                  | Commons (més fotos)         | Dades a WD                    |
| ------ | ----------------------------------- | -------- | -------------- | ----------------------------------------------------------------------- | ----------------------------------------------------------------------- | ------------------------------------------ | --------------------------- | ----------------------------- |
|        | Corral de les serres de les Conques | Olivella | edifici        | Estil: arquitectura popular                                             | 41° 18′ 01″ N, 1° 50′ 41″ E / 41.30019°N,1.8447°E ca:Els Penyals        | bé integrant del patrimoni cultural català |                             | Modifica les dades a Wikidata |
|        | Palau Novella                       | Olivella | edifici vihāra | Arquitecte: Manuel Comas i Thos Estil: arquitectura eclèctica 1890 1996 | 41° 17′ 30″ N, 1° 51′ 09″ E / 41.29177°N,1.85256°E ca:Serra Cova Fumada | bé cultural d'interès local                | Monestir Budista del Garraf | Modifica les dades a Wikidata |
|        | el Raurell                          | Olivella | edifici        | Estil: arquitectura popular                                             | 41° 18′ 07″ N, 1° 48′ 21″ E / 41.30185°N,1.80571°E                      | bé cultural d'interès local                |                             | Modifica les dades a Wikidata |

## entitat singular de població
| imatge | Nom                       | Ubicat a | instància de                                                                   | Detalls  | coordenades                                                       | Protecció | Commons (més fotos) | Dades a WD                    |
| ------ | ------------------------- | -------- | ------------------------------------------------------------------------------ | -------- | ----------------------------------------------------------------- | --------- | ------------------- | ----------------------------- |
|        | Olivella                  | Olivella | entitat singular de població capital municipal ens local històric de Catalunya | 386 hab  | 41° 18′ 36″ N, 1° 48′ 44″ E / 41.31005°N,1.812143°E 209 msnm      |           |                     | Modifica les dades a Wikidata |
|        | Olivella (urbanitzacions) | Olivella | entitat singular de població                                                   | 4066 hab | 41° 18′ 13″ N, 1° 46′ 29″ E / 41.30361603°N,1.77475243°E 196 msnm |           |                     | Modifica les dades a Wikidata |

## església
| imatge | Nom                               | Ubicat a | instància de | Detalls                                  | coordenades                                                                                 | Protecció                   | Commons (més fotos)               | Dades a WD                    |
| ------ | --------------------------------- | -------- | ------------ | ---------------------------------------- | ------------------------------------------------------------------------------------------- | --------------------------- | --------------------------------- | ----------------------------- |
|        | Sant Pere del Castellvell         | Olivella | església     |                                          | 41° 19′ 15″ N, 1° 48′ 51″ E / 41.3208362242355°N,1.81425211084018°E ca:Al cim del Puig Molí |                             |                                   | Modifica les dades a Wikidata |
|        | Sant Pere i Sant Feliu d'Olivella | Olivella | església     | Estil: arquitectura barroca 17th century | 41° 18′ 38″ N, 1° 48′ 38″ E / 41.3105°N,1.8106111111111112°E ca:Pl. de l'Església, 1        | bé cultural d'interès local | Sant Pere i Sant Feliu d'Olivella | Modifica les dades a Wikidata |

## font
| imatge | Nom                 | Ubicat a | instància de | Detalls                     | coordenades                                                                              | Protecció                                  | Commons (més fotos) | Dades a WD                    |
| ------ | ------------------- | -------- | ------------ | --------------------------- | ---------------------------------------------------------------------------------------- | ------------------------------------------ | ------------------- | ----------------------------- |
|        | font de Fontanelles | Olivella | font         | Estil: arquitectura popular | 41° 17′ 51″ N, 1° 51′ 31″ E / 41.29756°N,1.85872°E ca:Corral Nou                         | bé integrant del patrimoni cultural català |                     | Modifica les dades a Wikidata |
|        | font de les Piques  | Olivella | font         | Estil: arquitectura popular | 41° 18′ 34″ N, 1° 50′ 25″ E / 41.30957°N,1.84032°E ca:Les Piques                         | bé integrant del patrimoni cultural català |                     | Modifica les dades a Wikidata |
|        | font del Rector     | Olivella | font         | Estil: arquitectura popular | 41° 19′ 09″ N, 1° 49′ 01″ E / 41.31907°N,1.81685°E ca:Fondo del Rector. Masia del Rector | bé integrant del patrimoni cultural català |                     | Modifica les dades a Wikidata |

## forn de calç
| imatge | Nom                                         | Ubicat a | instància de | Detalls                                  | coordenades                                                                                   | Protecció                                  | Commons (més fotos) | Dades a WD                    |
| ------ | ------------------------------------------- | -------- | ------------ | ---------------------------------------- | --------------------------------------------------------------------------------------------- | ------------------------------------------ | ------------------- | ----------------------------- |
|        | Forn de Can Suriol                          | Olivella | forn de calç | Estil: arquitectura popular 20th century | 41° 18′ 41″ N, 1° 47′ 20″ E / 41.311407°N,1.789025°E ca:Paratge de Can Suriol                 | bé integrant del patrimoni cultural català |                     | Modifica les dades a Wikidata |
|        | Forn de calç de la Roqueta                  | Olivella | forn de calç | Estil: arquitectura popular              |                                                                                               | bé integrant del patrimoni cultural català |                     | Modifica les dades a Wikidata |
|        | Forn de calç de la penya Riscle             | Olivella | forn de calç | Estil: arquitectura popular 20th century | 41° 16′ 10″ N, 1° 50′ 29″ E / 41.2694°N,1.84146°E ca:Penya de l'Àliga                         | bé integrant del patrimoni cultural català |                     | Modifica les dades a Wikidata |
|        | Forn de calç del Camp de Tir de les Colines | Olivella | forn de calç | Estil: arquitectura popular              | 41° 18′ 27″ N, 1° 46′ 24″ E / 41.30757°N,1.77322°E ca:Carrer de l'Arc de Sant Marti, 50       | bé integrant del patrimoni cultural català |                     | Modifica les dades a Wikidata |
|        | Forn de calç del Fondo d'en Xicalló 1       | Olivella | forn de calç |                                          | 41° 17′ 18″ N, 1° 45′ 09″ E / 41.28844°N,1.75248°E ca:Fondo del Xicalló                       | bé integrant del patrimoni cultural català |                     | Modifica les dades a Wikidata |
|        | Forn de calç del Fondo d'en Xicalló 2       | Olivella | forn de calç | Estil: arquitectura popular              | 41° 17′ 24″ N, 1° 45′ 13″ E / 41.28993°N,1.75365°E ca:Fondo del Xicalló                       | bé integrant del patrimoni cultural català |                     | Modifica les dades a Wikidata |
|        | Forn de calç del Fondo de Querol 2          | Olivella | forn de calç | Estil: arquitectura popular              | 41° 17′ 43″ N, 1° 47′ 17″ E / 41.29516°N,1.788°E ca:Fondo de Querol                           | bé integrant del patrimoni cultural català |                     | Modifica les dades a Wikidata |
|        | Forn de calç del Fondo de Querol 3          | Olivella | forn de calç | Estil: arquitectura popular              | 41° 17′ 40″ N, 1° 47′ 39″ E / 41.29433°N,1.79418°E ca:Fondo de Querol                         | bé integrant del patrimoni cultural català |                     | Modifica les dades a Wikidata |
|        | Forn de calç del Fondo de Querol 4          | Olivella | forn de calç | Estil: arquitectura popular              | 41° 17′ 39″ N, 1° 47′ 30″ E / 41.29427°N,1.79161°E ca:Fondo de Querol                         | bé integrant del patrimoni cultural català |                     | Modifica les dades a Wikidata |
|        | Forn de calç del Fondo de la Cova Fumada    | Olivella | forn de calç | Estil: arquitectura popular              |                                                                                               | bé integrant del patrimoni cultural català |                     | Modifica les dades a Wikidata |
|        | Forn de calç del Fondo de la Roqueta        | Olivella | forn de calç | Estil: arquitectura popular              |                                                                                               | bé integrant del patrimoni cultural català |                     | Modifica les dades a Wikidata |
|        | Forn de calç del Fondo de les Turioles      | Olivella | forn de calç | Estil: arquitectura popular              |                                                                                               | bé integrant del patrimoni cultural català |                     | Modifica les dades a Wikidata |
|        | Forn de calç del Maset de Baix              | Olivella | forn de calç | Estil: arquitectura popular              |                                                                                               | bé integrant del patrimoni cultural català |                     | Modifica les dades a Wikidata |
|        | Forn de calç del Monàs                      | Olivella | forn de calç | Estil: arquitectura popular 20th century | 41° 18′ 28″ N, 1° 47′ 09″ E / 41.307695°N,1.785877°E ca:Puig dels Monars - Costera de la Bóta | bé integrant del patrimoni cultural català |                     | Modifica les dades a Wikidata |
|        | Forn de calç del camí del Rourell           | Olivella | forn de calç | Estil: arquitectura popular              | 41° 17′ 39″ N, 1° 48′ 14″ E / 41.29428°N,1.80378°E ca:Roures de la Cotxa                      | bé integrant del patrimoni cultural català |                     | Modifica les dades a Wikidata |
|        | Forn de la cruïlla del camí de Can Turiols  | Olivella | forn de calç | Estil: arquitectura popular              | 41° 18′ 33″ N, 1° 46′ 55″ E / 41.3093°N,1.78203°E ca:Fondo de Turiols                         | bé integrant del patrimoni cultural català |                     | Modifica les dades a Wikidata |
|        | Forn del Fondo de Querol                    | Olivella | forn de calç | Estil: arquitectura popular              | 41° 17′ 40″ N, 1° 47′ 26″ E / 41.29455°N,1.79059°E ca:Fondo de Querol                         | bé integrant del patrimoni cultural català |                     | Modifica les dades a Wikidata |
|        | Forn del turó de la Roqueta                 | Olivella | forn de calç | Estil: arquitectura popular 1890s        | 41° 17′ 29″ N, 1° 44′ 57″ E / 41.29149°N,1.74913°E ca:Turó de la Roqueta                      | bé integrant del patrimoni cultural català |                     | Modifica les dades a Wikidata |
|        | Forn dels Turiols                           | Olivella | forn de calç | Estil: arquitectura popular              |                                                                                               | bé integrant del patrimoni cultural català |                     | Modifica les dades a Wikidata |

## masia
| imatge | Nom                            | Ubicat a | instància de  | Detalls                                                | coordenades | Protecció                                  | Commons (més fotos)     | Dades a WD                    |
| ------ | ------------------------------ | -------- | ------------- | ------------------------------------------------------ | --- | ------------------------------------------ | ----------------------- | ----------------------------- |
|        | Cal Fuster                     | Olivella | masia         | Estil: arquitectura popular 17th century               | 41° 18′ 26″ N, 1° 45′ 38″ E / 41.3072991387238°N,1.76050288310914°E                                                        | bé cultural d'interès local                |                         | Modifica les dades a Wikidata |
|        | Cal Gavarró                    | Olivella | masia         |                                                        | 41° 18′ 38″ N, 1° 46′ 37″ E / 41.3106548489508°N,1.77696104712527°E                                                        |                                            |                         | Modifica les dades a Wikidata |
|        | Cal Muntaner                   | Olivella | masia         | Estil: arquitectura popular                            | 41° 18′ 56″ N, 1° 48′ 18″ E / 41.31563°N,1.8049°E ca:Can Muntaner                                                          | bé cultural d'interès local                | Cal Muntaner (Olivella) | Modifica les dades a Wikidata |
|        | Can Camps                      | Olivella | masia         | Estil: arquitectura popular                            | 41° 18′ 19″ N, 1° 49′ 04″ E / 41.305277777777775°N,1.8177777777777775°E ca:Camí de Jafre                                   | bé cultural d'interès local                | Can Camps (Olivella)    | Modifica les dades a Wikidata |
|        | Can Carreres                   | Olivella | masia         |                                                        | 41° 17′ 14″ N, 1° 45′ 29″ E / 41.2871846005801°N,1.75792206386563°E                                                        |                                            |                         | Modifica les dades a Wikidata |
|        | Can Duran                      | Olivella | masia         |                                                        | 41° 18′ 49″ N, 1° 48′ 13″ E / 41.3135644932518°N,1.80354811464215°E                                                        |                                            |                         | Modifica les dades a Wikidata |
|        | Can Grau                       | Olivella | masia         | Estil: arquitectura popular                            | 41° 18′ 25″ N, 1° 50′ 17″ E / 41.3069°N,1.83807°E ca:Camí de Begues                                                        | bé integrant del patrimoni cultural català | Can Grau (Olivella)     | Modifica les dades a Wikidata |
|        | Can Macià                      | Olivella | masia         | 18th century                                           | 41° 18′ 10″ N, 1° 45′ 51″ E / 41.3028878472961°N,1.76407433261114°E                                                        |                                            |                         | Modifica les dades a Wikidata |
|        | Can Marser                     | Olivella | masia edifici | Estil: arquitectura popular 17th century               | 41° 16′ 37″ N, 1° 50′ 02″ E / 41.2770724342701°N,1.83401757375277°E ca:Camí de la Fita a Jafra, districte de Dalt 171 msnm | bé cultural d'interès local                | Can Marser (Olivella)   | Modifica les dades a Wikidata |
|        | Can Miquel                     | Olivella | masia         |                                                        | 41° 18′ 46″ N, 1° 47′ 29″ E / 41.312797034316°N,1.79130482860675°E                                                         |                                            |                         | Modifica les dades a Wikidata |
|        | Can Miret                      | Olivella | masia         |                                                        | 41° 18′ 05″ N, 1° 45′ 37″ E / 41.3013619721322°N,1.76038837571204°E                                                        |                                            |                         | Modifica les dades a Wikidata |
|        | Can Pau                        | Olivella | masia         | Estil: arquitectura neoclàssica                        | 41° 18′ 40″ N, 1° 48′ 45″ E / 41.3111°N,1.81249°E ca:Carretera d'Olivella                                                  | bé cultural d'interès local                | Can Pau (Olivella)      | Modifica les dades a Wikidata |
|        | Can Ramonet                    | Olivella | masia         | Estil: arquitectura popular 18th century               | 41° 16′ 44″ N, 1° 50′ 38″ E / 41.27884°N,1.84378°E ca:Camí de Can Ramonet                                                  | bé integrant del patrimoni cultural català |                         | Modifica les dades a Wikidata |
|        | Can Suriol                     | Olivella | masia         | Estil: arquitectura neoclàssica 18th century           | 41° 18′ 43″ N, 1° 47′ 29″ E / 41.31195°N,1.79137°E ca:Carretera de Sant Pere de Ribes a Olivella                           | bé integrant del patrimoni cultural català | Can Suriol (Olivella)   | Modifica les dades a Wikidata |
|        | Can Surià                      | Olivella | masia         | Estil: arquitectura popular 18th century               | 41° 19′ 05″ N, 1° 45′ 54″ E / 41.31799°N,1.76493°E                                                                         | bé cultural d'interès local                |                         | Modifica les dades a Wikidata |
|        | Can Surià                      | Olivella | masia         |                                                        | 41° 18′ 53″ N, 1° 46′ 28″ E / 41.31465148925781°N,1.774377942085266°E ca:Urbanització Can Surià                            |                                            |                         | Modifica les dades a Wikidata |
|        | Casa Nova                      | Olivella | masia         | Estil: arquitectura popular 17th century Estat: ruïnós | 41° 16′ 18″ N, 1° 51′ 13″ E / 41.27159°N,1.85353°E ca:Camí de la Casa Nova 212 msnm                                        | bé integrant del patrimoni cultural català |                         | Modifica les dades a Wikidata |
|        | Casa vella de la Plana Novella | Olivella | masia         |                                                        | 41° 17′ 29″ N, 1° 51′ 04″ E / 41.291523°N,1.851234°E massís de Garraf 281 msnm                                             |                                            |                         | Modifica les dades a Wikidata |
|        | Corral Nou                     | Olivella | masia         | Estil: arquitectura popular 18th century               | 41° 17′ 59″ N, 1° 51′ 11″ E / 41.2998°N,1.85307°E                                                                          | bé integrant del patrimoni cultural català | Corral Nou (Olivella)   | Modifica les dades a Wikidata |
|        | Mas Bargalló                   | Olivella | masia         |                                                        | 41° 17′ 52″ N, 1° 49′ 02″ E / 41.2978534985537°N,1.81730812602873°E                                                        |                                            |                         | Modifica les dades a Wikidata |
|        | Mas Guineu                     | Olivella | masia         |                                                        | 41° 18′ 59″ N, 1° 46′ 52″ E / 41.3163904215894°N,1.78099955452326°E                                                        |                                            |                         | Modifica les dades a Wikidata |
|        | Mas Llorenç                    | Olivella | masia         | Estil: arquitectura popular                            | 41° 16′ 59″ N, 1° 50′ 26″ E / 41.28313°N,1.84067°E                                                                         | bé integrant del patrimoni cultural català | Mas Llorenç (Olivella)  | Modifica les dades a Wikidata |
|        | Mas Milà                       | Olivella | masia         | Estil: arquitectura popular                            | 41° 17′ 55″ N, 1° 46′ 35″ E / 41.2987°N,1.77636°E ca:Urbanització Mas Milà                                                 | bé cultural d'interès local                |                         | Modifica les dades a Wikidata |
|        | Mas Morsell                    | Olivella | masia         | Estil: arquitectura popular                            | 41° 17′ 03″ N, 1° 51′ 08″ E / 41.28415°N,1.85216°E ca:Camí de Jafra a la Plana Novella                                     | bé integrant del patrimoni cultural català |                         | Modifica les dades a Wikidata |
|        | Mas Puig de Montombra          | Olivella | masia         |                                                        | 41° 19′ 35″ N, 1° 46′ 34″ E / 41.3264806142133°N,1.7760796061486°E                                                         |                                            |                         | Modifica les dades a Wikidata |
|        | Mas Sabatat                    | Olivella | masia         |                                                        | 41° 18′ 39″ N, 1° 46′ 18″ E / 41.3108502772965°N,1.77162932781187°E                                                        |                                            |                         | Modifica les dades a Wikidata |
|        | Mas Vendrell                   | Olivella | masia         | Estil: arquitectura popular                            | 41° 17′ 09″ N, 1° 50′ 06″ E / 41.28576°N,1.83504°E ca:A 500 metres a l'oest camí de Jafre a Can Grau                       | bé integrant del patrimoni cultural català | Mas Vendrell (Olivella) | Modifica les dades a Wikidata |
|        | Mas d'Aliona                   | Olivella | masia         |                                                        | 41° 17′ 54″ N, 1° 49′ 03″ E / 41.29840604527°N,1.81760868946125°E                                                          |                                            |                         | Modifica les dades a Wikidata |
|        | Mas d'en Mestre                | Olivella | masia         |                                                        | 41° 17′ 08″ N, 1° 45′ 33″ E / 41.2854418868089°N,1.75919705247356°E                                                        |                                            |                         | Modifica les dades a Wikidata |
|        | Mas de Liona i Mas Bargalló    | Olivella | masia         | Estil: arquitectura popular                            | 41° 17′ 58″ N, 1° 49′ 03″ E / 41.29944444444445°N,1.8175°E ca:Camí de Jafre                                                | bé cultural d'interès local                |                         | Modifica les dades a Wikidata |
|        | Maset de Baix                  | Olivella | masia         |                                                        | 41° 17′ 04″ N, 1° 49′ 05″ E / 41.284495056347°N,1.81815840819415°E                                                         |                                            |                         | Modifica les dades a Wikidata |
|        | Maset de Dalt                  | Olivella | masia         |                                                        | 41° 17′ 07″ N, 1° 49′ 22″ E / 41.285271880684°N,1.82276582582812°E                                                         |                                            |                         | Modifica les dades a Wikidata |
|        | Masia del Rector               | Olivella | masia         |                                                        | 41° 19′ 15″ N, 1° 48′ 58″ E / 41.3207203221392°N,1.81611812546787°E ca:Fondo del rector                                    |                                            |                         | Modifica les dades a Wikidata |
|        | Turiols                        | Olivella | masia         |                                                        | 41° 18′ 45″ N, 1° 46′ 41″ E / 41.3123947267318°N,1.77794398704828°E                                                        |                                            |                         | Modifica les dades a Wikidata |
|        | el Mas Nou                     | Olivella | masia         | 18th century                                           | 41° 17′ 20″ N, 1° 50′ 17″ E / 41.2888308052047°N,1.83792834270469°E ca:Camí del Mas Nou                                    |                                            |                         | Modifica les dades a Wikidata |
|        | el Maset de la Miquela         | Olivella | masia         |                                                        | 41° 17′ 36″ N, 1° 45′ 53″ E / 41.2933555835331°N,1.76469618899494°E                                                        |                                            |                         | Modifica les dades a Wikidata |
|        | el Pou de la Vinya             | Olivella | masia         |                                                        | 41° 18′ 18″ N, 1° 47′ 58″ E / 41.304895725504°N,1.799570014301°E                                                           |                                            |                         | Modifica les dades a Wikidata |
|        | el Rourell                     | Olivella | masia         |                                                        | 41° 18′ 06″ N, 1° 48′ 21″ E / 41.3016431561935°N,1.8057249834925°E                                                         |                                            |                         | Modifica les dades a Wikidata |
|        | els Masets                     | Olivella | masia         | Estil: arquitectura popular                            | 41° 17′ 06″ N, 1° 49′ 21″ E / 41.28512°N,1.82247°E ca:Al camí de Jafra a Olivella, a 2 km de Can Marcer.                   | bé cultural d'interès local                |                         | Modifica les dades a Wikidata |
|        | els Pelagons de Dalt           | Olivella | masia         | Estil: arquitectura popular 19th century               | 41° 19′ 20″ N, 1° 47′ 28″ E / 41.3221458626075°N,1.79121571720549°E                                                        | bé cultural d'interès local                |                         | Modifica les dades a Wikidata |
|        | la Bassa Nova                  | Olivella | masia         |                                                        | 41° 18′ 01″ N, 1° 50′ 41″ E / 41.3003922145652°N,1.84466284744645°E                                                        |                                            |                         | Modifica les dades a Wikidata |
|        | la Fassina                     | Olivella | masia         | Estil: arquitectura popular 18th century               | 41° 16′ 41″ N, 1° 50′ 08″ E / 41.27793°N,1.83546°E ca:Camí de Jafre. Fondo de les llenties                                 | bé integrant del patrimoni cultural català | La Fassina (Olivella)   | Modifica les dades a Wikidata |
|        | la Mesquita                    | Olivella | masia         | 19th century                                           | 41° 18′ 03″ N, 1° 48′ 41″ E / 41.3007120990445°N,1.81149922315307°E                                                        |                                            |                         | Modifica les dades a Wikidata |
|        | la Roqueta                     | Olivella | masia         |                                                        | 41° 17′ 43″ N, 1° 45′ 07″ E / 41.295382021577°N,1.7519708901341°E                                                          |                                            |                         | Modifica les dades a Wikidata |
|        | les Piques                     | Olivella | masia         | Estil: arquitectura popular 18th century               | 41° 18′ 35″ N, 1° 50′ 28″ E / 41.3097°N,1.84119°E ca:Camí de la Plana Novella, Km. 2                                       | bé cultural d'interès local                | Les Piques (Olivella)   | Modifica les dades a Wikidata |

## muntanya
| imatge | Nom                    | Ubicat a                                                  | instància de | Detalls | coordenades                                                                                            | Protecció | Commons (més fotos)         | Dades a WD                    |
| ------ | ---------------------- | --------------------------------------------------------- | ------------ | ------- | --- | --------- | --------------------------- | ----------------------------- |
|        | Mata-rodona            | Begues Olivella                                           | muntanya     |         | 41° 16′ 52″ N, 1° 52′ 09″ E / 41.2812°N,1.86911°E 406.8 msnm                                           |           |                             | Modifica les dades a Wikidata |
|        | Penya Lledó            | Olivella                                                  | muntanya     |         | 41° 19′ 20″ N, 1° 47′ 10″ E / 41.3221°N,1.78598°E 201.9 msnm                                           |           |                             | Modifica les dades a Wikidata |
|        | Penya Riscle           | Sitges Olivella                                           | muntanya     |         | 41° 16′ 06″ N, 1° 50′ 15″ E / 41.2683°N,1.83746°E massís de Garraf 308.1 msnm                          |           | Penya Riscle                | Modifica les dades a Wikidata |
|        | Penya de Can Duran     | Olivella                                                  | muntanya     |         | 41° 18′ 51″ N, 1° 48′ 07″ E / 41.3141°N,1.80188°E 212.4 msnm                                           |           |                             | Modifica les dades a Wikidata |
|        | Penya de l'Àliga       | Sitges Olivella                                           | muntanya     |         | 41° 16′ 08″ N, 1° 50′ 28″ E / 41.268816°N,1.841078°E massís de Garraf 270 msnm                         |           | Penya de l'Àliga (Olivella) | Modifica les dades a Wikidata |
|        | Puig Servós            | Begues Olivella                                           | muntanya     |         | 41° 17′ 28″ N, 1° 52′ 15″ E / 41.29119444°N,1.87094444°E 409.8 msnm                                    |           |                             | Modifica les dades a Wikidata |
|        | Puig Vendrell          | Olivella                                                  | muntanya     |         | 41° 17′ 16″ N, 1° 50′ 03″ E / 41.2877°N,1.8342°E 224.4 msnm                                            |           |                             | Modifica les dades a Wikidata |
|        | Puig d'Espinal         | Sitges Olivella                                           | muntanya     |         | 41° 16′ 31″ N, 1° 51′ 57″ E / 41.27537222°N,1.86596944°E massís de Garraf 386.9 msnm                   |           | Puig d'Espinal              | Modifica les dades a Wikidata |
|        | Puig d'en Borregaire   | Olivella                                                  | muntanya     |         | 41° 17′ 48″ N, 1° 49′ 28″ E / 41.29673333°N,1.82444444°E 288.9 msnm                                    |           |                             | Modifica les dades a Wikidata |
|        | Puig de Codines        | Sant Pere de Ribes Olivella                               | muntanya     |         | 41° 17′ 02″ N, 1° 48′ 55″ E / 41.28376222°N,1.81515833°E 167.7 msnm                                    |           |                             | Modifica les dades a Wikidata |
|        | Puig de Portes         | Olèrdola Olivella                                         | muntanya     |         | 41° 18′ 01″ N, 1° 44′ 56″ E / 41.30030556°N,1.74880556°E 267.4 msnm                                    |           |                             | Modifica les dades a Wikidata |
|        | Puig de Pota de Cavall | Sant Pere de Ribes Olivella                               | muntanya     |         | 41° 16′ 09″ N, 1° 49′ 58″ E / 41.26925277777778°N,1.8329027777777775°E 286.9 msnm                      |           |                             | Modifica les dades a Wikidata |
|        | Puig de la Mola        | Begues Olivella Avinyonet del Penedès Olesa de Bonesvalls | muntanya     |         | 41° 19′ 10″ N, 1° 50′ 52″ E / 41.3193219621°N,1.84785320744°E ca:08792 AVINYONET DEL PENEDÈS. 534 msnm |           | Puig de la Mola             | Modifica les dades a Wikidata |
|        | Puig del Llamp         | Olivella                                                  | muntanya     |         | 41° 17′ 28″ N, 1° 50′ 12″ E / 41.2912°N,1.83658°E 247.1 msnm                                           |           |                             | Modifica les dades a Wikidata |
|        | Puig del Monars        | Olivella                                                  | muntanya     |         | 41° 18′ 18″ N, 1° 47′ 17″ E / 41.30508056°N,1.78818056°E 257.9 msnm                                    |           |                             | Modifica les dades a Wikidata |
|        | Puig del Moro          | Sant Pere de Ribes Olivella                               | muntanya     |         | 41° 17′ 09″ N, 1° 45′ 51″ E / 41.2859°N,1.76412°E 242.8 msnm                                           |           |                             | Modifica les dades a Wikidata |
|        | Puig dels Terrers      | Olivella                                                  | muntanya     |         | 41° 17′ 39″ N, 1° 49′ 40″ E / 41.29403333°N,1.82786111°E 251.2 msnm                                    |           |                             | Modifica les dades a Wikidata |
|        | Rocallisa              | Olivella                                                  | muntanya     |         | 41° 19′ 30″ N, 1° 46′ 17″ E / 41.32498611°N,1.77148889°E 341.3 msnm                                    |           |                             | Modifica les dades a Wikidata |
|        | Turó d'en Galús        | Olivella                                                  | muntanya     |         | 41° 17′ 20″ N, 1° 48′ 54″ E / 41.288925°N,1.81494722°E 212.3 msnm                                      |           |                             | Modifica les dades a Wikidata |
|        | Turó de Gafatans       | Sant Pere de Ribes Olivella                               | muntanya     |         | 41° 16′ 55″ N, 1° 48′ 55″ E / 41.28192222°N,1.81524722°E 168.8 msnm                                    |           |                             | Modifica les dades a Wikidata |
|        | Turó de la Roqueta     | Canyelles Olivella                                        | muntanya     |         | 41° 17′ 44″ N, 1° 44′ 41″ E / 41.29548889°N,1.74482778°E 228 msnm                                      |           |                             | Modifica les dades a Wikidata |
|        | Turó dels Boixos       | Sitges Olivella                                           | muntanya     |         | 41° 16′ 18″ N, 1° 50′ 35″ E / 41.27156389°N,1.84300556°E 252 msnm                                      |           |                             | Modifica les dades a Wikidata |
|        | la Creu de Morsell     | Olivella                                                  | muntanya     |         | 41° 17′ 02″ N, 1° 50′ 47″ E / 41.284°N,1.84643°E 266.1 msnm                                            |           |                             | Modifica les dades a Wikidata |
|        | la Llaureda            | Avinyonet del Penedès Olivella                            | muntanya     |         | 41° 19′ 16″ N, 1° 49′ 44″ E / 41.3212°N,1.829°E 353.8 msnm                                             |           |                             | Modifica les dades a Wikidata |
|        | les Testes             | Olivella                                                  | muntanya     |         | 41° 16′ 30″ N, 1° 50′ 35″ E / 41.27510833°N,1.843075°E 231.3 msnm                                      |           |                             | Modifica les dades a Wikidata |
|        | serra de les Conques   | Olivella Olesa de Bonesvalls Begues Avinyonet del Penedès | muntanya     |         | 41° 18′ 46″ N, 1° 50′ 53″ E / 41.312777777778°N,1.8480555555556°E                                      |           |                             | Modifica les dades a Wikidata |

## nucli de població
| imatge | Nom        | Ubicat a | instància de                                             | Detalls                           | coordenades                                                       | Protecció                                  | Commons (més fotos) | Dades a WD                    |
| ------ | ---------- | -------- | -------------------------------------------------------- | --------------------------------- | ----------------------------------------------------------------- | ------------------------------------------ | ------------------- | ----------------------------- |
|        | Cal Surià  | Olivella | nucli de població                                        |                                   | 41° 19′ 18″ N, 1° 46′ 18″ E / 41.321716566023°N,1.7717804523371°E |                                            |                     | Modifica les dades a Wikidata |
|        | Can Moles  | Olivella | nucli de població                                        |                                   | 41° 19′ 16″ N, 1° 45′ 52″ E / 41.32110586418°N,1.76453068151587°E |                                            |                     | Modifica les dades a Wikidata |
|        | Jafre      | Olivella | nucli de població ens local històric de Catalunya quadra | Estil: arquitectura popular 0 hab | 41° 16′ 54″ N, 1° 50′ 04″ E / 41.281558°N,1.834575°E              | bé integrant del patrimoni cultural català | Jafre (Olivella)    | Modifica les dades a Wikidata |
|        | Mas Mestre | Olivella | nucli de població                                        |                                   | 41° 17′ 24″ N, 1° 45′ 03″ E / 41.289965739746°N,1.7508798923318°E |                                            |                     | Modifica les dades a Wikidata |
|        | Mas Milà   | Olivella | nucli de població                                        |                                   | 41° 17′ 50″ N, 1° 45′ 54″ E / 41.297324815998°N,1.7650719671828°E |                                            |                     | Modifica les dades a Wikidata |

## pont
| imatge | Nom                | Ubicat a                    | instància de | Detalls                       | coordenades | Protecció | Commons (més fotos) | Dades a WD                    |
| ------ | ------------------ | --------------------------- | ------------ | ----------------------------- | --- | --------- | ------------------- | ----------------------------- |
|        | Pont de Can Suriol | Olivella                    | pont         | 1908 Estat: bon estat         | 41° 18′ 42″ N, 1° 47′ 29″ E / 41.31159°N,1.79134°E ca:BV-2111, PK 14,078 120 msnm                                             |           |                     | Modifica les dades a Wikidata |
|        | Pont del Corb      | Sant Pere de Ribes Olivella | pont         | 20th century Estat: bon estat | 41° 17′ 23″ N, 1° 46′ 35″ E / 41.2895987296893°N,1.77643484485163°E ca:BV-2111, entre els punts quilomètrics 10 i 11          |           |                     | Modifica les dades a Wikidata |
|        | Pont del Monar     | Olivella                    | pont         | 20th century Estat: bon estat | 41° 18′ 29″ N, 1° 47′ 07″ E / 41.30811°N,1.78516°E ca:BV-2111, entre els punts quilomètrics 12 i 13 112 msnm                  |           |                     | Modifica les dades a Wikidata |
|        | Pont dels Pelagons | Olivella                    | pont         | 20th century Estat: bon estat | 41° 18′ 49″ N, 1° 47′ 18″ E / 41.3135577626637°N,1.78826822401717°E ca:BV-2111, entre els punts quilomètrics 13 i 14 117 msnm |           |                     | Modifica les dades a Wikidata |

## pou
| imatge | Nom                         | Ubicat a | instància de | Detalls                     | coordenades                                                           | Protecció                                  | Commons (més fotos) | Dades a WD                    |
| ------ | --------------------------- | -------- | ------------ | --------------------------- | --------------------------------------------------------------------- | ------------------------------------------ | ------------------- | ----------------------------- |
|        | Pou d'aigua de Cal Muntaner | Olivella | pou          | Estil: arquitectura popular |                                                                       | bé integrant del patrimoni cultural català |                     | Modifica les dades a Wikidata |
|        | pou dels Matxos             | Olivella | pou          | 19th century                | 41° 18′ 41″ N, 1° 48′ 46″ E / 41.3113°N,1.81282°E ca:Can Pau Olivella | bé integrant del patrimoni cultural català |                     | Modifica les dades a Wikidata |

## serra
| imatge | Nom                     | Ubicat a                                           | instància de | Detalls | coordenades                                                         | Protecció | Commons (més fotos) | Dades a WD                    |
| ------ | ----------------------- | -------------------------------------------------- | ------------ | ------- | ------------------------------------------------------------------- | --------- | ------------------- | ----------------------------- |
|        | Aliona                  | Olivella                                           | serra        |         | 41° 18′ 00″ N, 1° 49′ 45″ E / 41.3°N,1.82919°E 302.4 msnm           |           |                     | Modifica les dades a Wikidata |
|        | El Mas Vendrell         | Olivella                                           | serra        |         | 41° 19′ 23″ N, 1° 48′ 47″ E / 41.323°N,1.81292°E 214.6 msnm         |           |                     | Modifica les dades a Wikidata |
|        | Serra Saladella         | Sant Pere de Ribes Olivella                        | serra        |         | 41° 16′ 24″ N, 1° 49′ 07″ E / 41.273302°N,1.818507°E 276.4 msnm     |           | Serra Saladella     | Modifica les dades a Wikidata |
|        | Vila-sec                | Olivella                                           | serra        |         | 41° 18′ 45″ N, 1° 49′ 37″ E / 41.31254167°N,1.82685833°E 384.4 msnm |           |                     | Modifica les dades a Wikidata |
|        | serra de la Cova Fumada | Olivella                                           | serra        |         | 41° 17′ 45″ N, 1° 50′ 37″ E / 41.2958°N,1.84362°E 266.8 msnm        |           |                     | Modifica les dades a Wikidata |
|        | serra de la Llampa      | Avinyonet del Penedès Olivella                     | serra        |         | 41° 19′ 51″ N, 1° 46′ 50″ E / 41.330725°N,1.78068889°E 322.6 msnm   |           |                     | Modifica les dades a Wikidata |
|        | serra de les Conques    | Begues Olesa de Bonesvalls Olivella                | serra        |         | 41° 18′ 32″ N, 1° 50′ 52″ E / 41.3088°N,1.84769°E 462.8 msnm        |           |                     | Modifica les dades a Wikidata |
|        | serra de les Piques     | Avinyonet del Penedès Olesa de Bonesvalls Olivella | serra        |         | 41° 18′ 54″ N, 1° 50′ 26″ E / 41.31494444°N,1.84061111°E 418.7 msnm |           |                     | Modifica les dades a Wikidata |
|        | serra del Parany        | Olivella                                           | serra        |         | 41° 17′ 03″ N, 1° 49′ 46″ E / 41.2842°N,1.82936°E 198.1 msnm        |           |                     | Modifica les dades a Wikidata |
|        | serrat de les Llenties  | Olivella                                           | serra        |         | 41° 17′ 20″ N, 1° 50′ 50″ E / 41.289°N,1.84712°E 269.3 msnm         |           |                     | Modifica les dades a Wikidata |

## Misc
| imatge | Nom                               | Ubicat a | instància de                                               | Detalls                                   | coordenades | Protecció                                            | Commons (més fotos)             | Dades a WD                    |
| ------ | --------------------------------- | --- | ---------------------------------------------------------- | ----------------------------------------- | --- | ---------------------------------------------------- | ------------------------------- | ----------------------------- |
|        | Aljub del Fondo d'Aliona          | Olivella | aljub                                                      | Estil: arquitectura popular               | | bé integrant del patrimoni cultural català           |                                 | Modifica les dades a Wikidata |
|        | Castell d'Olivella                | Olivella | castell                                                    | Estil: arquitectura romànica              | 41° 19′ 13″ N, 1° 48′ 50″ E / 41.3204°N,1.81394°E                                                                               | bé d'interès cultural bé cultural d'interès nacional | Castell d'Olivella              | Modifica les dades a Wikidata |
|        | Molí de Cal Muntaner              | Olivella | molí d'aigua                                               | Estil: arquitectura popular               | | bé integrant del patrimoni cultural català           |                                 | Modifica les dades a Wikidata |
|        | Observatori Astronòmic del Garraf | Olivella | observatori astronòmic                                     |                                           | 41° 18′ 24″ N, 1° 50′ 18″ E / 41.30661111°N,1.83833333°E                                                                        |                                                      |                                 | Modifica les dades a Wikidata |
|        | Parc de Garraf                    | Avinyonet del Penedès Begues Castelldefels Gavà Olesa de Bonesvalls Olivella Sant Pere de Ribes Sitges Vilanova i la Geltrú | parc natural àrea protegida Pla d'Espais d'Interès Natural | 1988 1992 Superfície: 12377 14820.37671ha | 41° 17′ 29″ N, 1° 52′ 30″ E / 41.2914°N,1.87502°E                                                                               |                                                      | Parc del Garraf                 | Modifica les dades a Wikidata |
|        | carrer de l'Església              | Olivella | carrer                                                     | Estil: arquitectura popular 17th century  | 41° 18′ 38″ N, 1° 48′ 38″ E / 41.31053°N,1.81051°E ca:Carrer darrera l'església 206 msnm                                        | bé cultural d'interès local                          | Carrer de l'Església (Olivella) | Modifica les dades a Wikidata |
|        | casa consistorial d'Olivella      | Olivella | casa consistorial                                          |                                           | 41° 18′ 37″ N, 1° 48′ 44″ E / 41.31039498161183°N,1.8122331965258789°E                                                          |                                                      |                                 | Modifica les dades a Wikidata |
|        | corral del Maset                  | Olivella | cabana                                                     |                                           | 41° 17′ 45″ N, 1° 45′ 43″ E / 41.2959013120957°N,1.76186529455844°E                                                             |                                                      |                                 | Modifica les dades a Wikidata |
|        | el Barret del Rector              | Olivella | menhir                                                     |                                           | 41° 19′ 04″ N, 1° 48′ 46″ E / 41.3177764996716°N,1.81277827793424°E ca:Camí del Castell Vell                                    |                                                      |                                 | Modifica les dades a Wikidata |
|        | la Plana Novella                  | Olivella | urbanització                                               |                                           | 41° 17′ 38″ N, 1° 51′ 23″ E / 41.293829°N,1.856443°E 265 msnm                                                                   |                                                      |                                 | Modifica les dades a Wikidata |
|        | sínia i safareig de Can Duran     | Olivella | sínia pou safareig                                         | Estil: arquitectura popular               | 41° 18′ 53″ N, 1° 48′ 11″ E / 41.31464°N,1.80316°E ca:A 190 metres al sud-oest de can Muntaner, al costat de la riera de Begues | bé integrant del patrimoni cultural català           |                                 | Modifica les dades a Wikidata |